# Lagos (staat)
Lagos is een Nigeriaanse staat. De hoofdstad is Ikeja, de staat had 11.159.454 inwoners in 2007 en heeft een oppervlakte van 3345 km². In 2022 was het geschatte bevolkingsaantal opgelopen tot 15.388.000.

## Geografie
In het uiterste westen ligt het buurland Benin, in het noorden en oosten wordt de staat omgeven door de staat Ogun. Over de gehele lengte van de Atlantische kust (Baai van Benin) loopt een lagune van variabele breedte, voor een groot deel bekend als de Lagos Lagoon, die een natuurlijke haven vormt. Het midden bestaat geheel uit het stedelijk gebied van de miljoenenstad Lagos.

## Lokale bestuurseenheden
De staat is verdeeld in twintig lokale bestuurseenheden (Local Government Areas of LGA's).
Dit zijn:
| - Agege - Ajeromi-Ifelodun - Alimosho - Amuwo-Odofin - Apapa - Badagry - Epe - Eti-osa - Ibejo-lekke - Ifako-Ijaye |  | - Ikeja - Ikorodu - Kosofe - Lagos-Island - Lagos-Mainland - Mushin - Ojo - Oshodi-Isolo - Shomolu - Surulere |

## Demografie
De staat Lagos is qua oppervlakte de kleinste staat van Nigeria, echter met het grootste aantal inwoners en daarom met lengte ook de dichtstbevolkte staat van Nigeria. Zo'n acht procent van de Nigerianen leeft in deze staat, ook al zijn de de-facto aantallen, als gevolg van ongeregistreerde immigratie lastig vast te stellen.
85 procent van de bevolking van de staat Lagos leeft in het stedelijk gebied van Lagos zelf, wat 37 procent van de totale oppervlakte van de staat in beslag neemt. In dit stedelijk gebied is de bevolkingsdichtheid zo'n 20.000 inwoners per vierkante kilometer.

## Bevolking
De oorspronkelijke bevolking van Lagos zijn de Awori, maar desondanks bestaat er een mengsel van een eerste groep immigranten die gezamenlijk de "Lagosians" worden genoemd, ook al is het juister om ze de Eko te noemen, naar de pre-koloniale naam van Lagos.
Terwijl in de staat in hoofdzaak Yoruba wordt gesproken, is het niettemin een sociaal-cultureel mengsel die een sterke aantrekkingskracht heeft op grote groepen Nigerianen en buitenlanders.
Deze situatie is toe te schrijven aan het regionaal sterke economische belang en sociaal-politieke belang, die als een katalysator werkt voor de ruraal-urbane migratie richting het stedelijk gebied van Lagos.
Naast de Yoruba zijn er tevens grote groepen Hausa en Igbo. De LGA van Ikeja wordt vooral bevolkt door de Awori en de Ogu, en de LGA van Badagry door vooral de Ogu. De inwoners van de LGA's van Ikorodu en Epe bestaan vooral uit de Ijebu.